# Miroblitismo
Miroblitismo (em grego: μυροβλυσία, de μύρον = óleo perfumado) é a exsudação de gordura, de sangue, de água, etc., por cadáveres ou, mais raramente, pelas ossadas de santos. "Um crente cujo corpo exala um perfume anormal (antes ou depois da morte) é chamado de “santo miroblita” (do grego antigo myron, “óleo perfumado)."

## Santos miroblitas
- Santa Valburga[3]
- Menas de Niciu[3]
- Nicolau de Mira[3]
- João, o Apóstolo[3]
- André, o Apóstolo[3]

...